# Біг-Спрінг (Техас)
Біг-Спрінг (англ. Big Spring) — місто (англ. city) в США, в окрузі Говард штату Техас. Населення — 26 144 особи (2020).

## Географія
Біг-Спрінг розташований за координатами 32°14′18″ пн. ш. 101°29′9″ зх. д. / 32.23833° пн. ш. 101.48583° зх. д. (32.238341, -101.485739).  За даними Бюро перепису населення США в 2010 році місто мало площу 49,69 км², з яких 49,47 км² — суходіл та 0,22 км² — водойми.

## Демографія
Згідно з переписом 2010 року, у місті мешкали 27 282 особи в 8267 домогосподарствах у складі 5479 родин. Густота населення становила 549 осіб/км².  Було 9640 помешкань (194/км²).
Расовий склад населення:
| - 69,7 % — білих - 7,8 % — чорних або афроамериканців - 0,9 % — корінних американців - 0,9 % — азіатів - 18,4 % — осіб інших рас |

До двох чи більше рас належало 2,3 %. Частка іспаномовних становила 43,1 % від усіх жителів.
За віковим діапазоном населення розподілялося таким чином: 22,3 % — особи молодші 18 років, 65,9 % — особи у віці 18—64 років, 11,8 % — особи у віці 65 років та старші. Медіана віку мешканця становила 36,5 року. На 100 осіб жіночої статі у місті припадало 138,4 чоловіків;  на 100 жінок у віці від 18 років та старших — 150,1 чоловіків також старших 18 років.
Середній дохід на одне домашнє господарство  становив 60 306 доларів США (медіана — 45 650), а середній дохід на одну сім'ю — 70 558 доларів (медіана — 55 211). Медіана доходів становила 38 897 доларів для чоловіків та 31 203 долари для жінок. За межею бідності перебувало 17,5 % осіб, у тому числі 24,0 % дітей у віці до 18 років та 12,7 % осіб у віці 65 років та старших.
Цивільне працевлаштоване населення становило 10 147 осіб. Основні галузі зайнятості: освіта, охорона здоров'я та соціальна допомога — 28,0 %, сільське господарство, лісництво, риболовля — 12,3 %, роздрібна торгівля — 10,9 %.